# Jean-Paul Alaux dit Gentil
Pour les articles homonymes, voir Alaux.
Ne doit pas être confondu avec Jean-Paul Alaux.
Jean-Paul Alaux, dit Gentil, né le 3 octobre 1788 à Bordeaux, et mort dans la même ville le 25 janvier 1858, est un peintre et lithographe français.

## Biographie
Jean-Paul Alaux est le fils du peintre Pierre-Joseph Alaux et de Marie-Rose Gras-Lassalle. Il a deux frères, Jean-Pierre Alaux, dit « Ozou » (né en 1783), et Jean Alaux, dit « le Romain » (né en 1785).
Il entre à l'École des beaux-arts de Bordeaux dans l'atelier de Pierre Lacour, puis intègre l'École des beaux-arts de Paris où il est admis dans l'atelier d'Horace Vernet.
Le 6 janvier 1812, il épouse Marie-Anne dite Eugénie Gué (Le Cap, 1787 - Arcachon, 1868), artiste peintre et musicienne, fille de l'architecte Jean-Baptiste Gué, et sœur du peintre Julien-Michel Gué. Elle lui donnera six enfants : Marie-Rose, dite Aline Alaux (née en 1813), épouse Bodinier ; Clémence (née en 1814) ; Jean-Paul Louis Gustave Alaux (1816-1882), architecte ; Margueritte (née en 1819) ; Corinne (née en 1822) et Suzanne (née en 1830). Jean-Paul Alaux, dit Gentil, est l'arrière-grand-père de l'architecte homonyme Jean-Paul Alaux (1876-1955) avec lequel il ne doit pas être confondu.
Il est nommé conservateur du musée des beaux-arts de Bordeaux, et directeur de l'école des beaux-arts de cette ville. Il devient professeur de dessin au lycée de Bordeaux de 1807 à 1858, ainsi qu'à l'institution des Sourdes-muettes, puis directeur de l'école municipale de dessin et peinture de la ville de Bordeaux.
Il collabore  à l'illustration des Voyages Pittoresques et Romantiques dans l'Ancienne France du Baron Taylor. On connaît de lui aussi quelques miniatures.

## Collections publiques
- Bordeaux, musée d'Aquitaine : Chartreuse

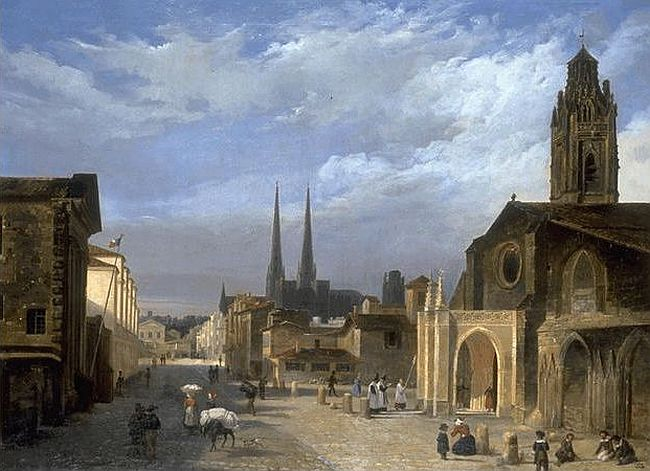
Église Sainte-Eulalie, Bordeaux, musée des beaux-arts de Bordeaux.

- Musée des beaux-arts de Bordeaux :
  - Vue de Bordeaux, 1832, huile sur toile[2]
  - Église Sainte-Eulalie, Bordeaux
  - Vue de Floirac
- Bordeaux, église Saint-Paul : Ravissement de Saint-Paul, 1830, huile sur toile, 190 x  230 cm, (œuvre disparue)[3]
- Mairie de Bordeaux, grand salon de l'hôtel de Rohan : deux vues de Bordeaux, huiles sur toile
- Musée des Arts décoratifs et du Design, Bordeaux : 
  - Portrait du duc de Bordeaux bébé (Inv. 66.1.885)
  - Portrait du duc de Bordeaux bébé (v. 1821) (Inv. 58.1.8646)
  - " S. A. R. Monsieur le duc de Bordeaux " (1823) (Inv. 58.1.11373)
  - " S. A. R. Monsieur le duc de Bordeaux dédié aux Français " (Inv. 70.2.675)
- Château de Compiègne : Sur l'étang des Carpes à Fontainebleau. La frégate du Prince impérial, estampe[4]
- La Rochelle, musée du Nouveau Monde : Chactas aux pieds d'Atala[5], 1829.
- Nemours, Château-Musée : Vue du château de Lesparre, 1831, sépia, 48 x 63 cm. 1916.5.1[6]
- Paris, Bibliothèque nationale de France : Clocher de Darnethal, 1822, mine de plomb[7]
- Paris, musée d'Orsay : Vieil homme assis dans un fauteuil devant une porte, mine de plomb[8]

## Salons
- 1827 : Vue de Floirac